# Sloanea integrifolia
Sloanea integrifolia är en tvåhjärtbladig växtart som beskrevs av Chun & F.C. How. Sloanea integrifolia ingår i släktet Sloanea och familjen Elaeocarpaceae. Inga underarter finns listade i Catalogue of Life.